# Rajko Jamnik
Rajko Jamnik [rájko jámnik], slovenski matematik, * 17. avgust 1924, Podreča, Sorško polje, † 23. september 1983, Kepa. 

## Življenje in delo
Jamnik je diplomiral leta 1950 na Prirodoslovno-matematični fakulteti in leta 1961 doktoriral na Fakulteti za naravoslovje in tehnologijo (FNT) v Ljubljani z dizertacijo O polnih sistemih paroma neodvisnih slučajnih spremenljivk pod Vidavovim mentorstvom. Od leta 1951 do 1957 je bil profesor matematike na gimnaziji v Trbovljah, nato je delal na FNT v Ljubljani, od leta 1978 kot redni profesor. 
Ukvarjal se je z matematično analizo, verjetnostnim računom in statistiko. Napisal je vrsto univerzitetnih učbenikov, ter več znanstvenih in strokovnih razprav.

## Izbrana dela
- Elementi teorije informacije (MK, Ljubljana 1964) (COBISS),
- Teorija iger (MK, Ljubljana 1966) (COBISS),
- Matematika (Ljubljana 1969) (COBISS),
- Verjetnostni račun (MK, Ljubljana 1971) (COBISS),
- Matematična statistika (1979),
- Trigonometrijske vrste, Stieltjesov integral, Lebesguov integral (1986) (COBISS),
- Verjetnostni račun in statistika (1986).